# Komárovské Chaloupky
Komárovské Chaloupky jsou vesnice, evidenční část a základní sídelní jednotka na jihovýchodě statutárního města Opavy. Leží v katastrálním území Komárov u Opavy, ale jsou součástí městské části Podvihov.
V roce 2009 zde bylo evidováno 44 adres. V roce 2001 zde trvale žilo 118 obyvatel.